# Chwila z bajką
Chwila z bajką (ang. CBS Storybreak) – amerykański serial animowany wyemitowany w latach 1985–1987. Adaptacje książek dla dzieci.

## Wersja polska
W Polsce serial był emitowany z dubbingiem na TVP1 w 1997.
Opracowanie wersji polskiej: Telewizyjne Studia Dźwięku – Warszawa 

Reżyseria: Barbara Sołtysik 

Wystąpili:
- Stanisław Brudny – Walter (odc. 24)
- Joanna Wizmur – Mingy (odc. 24)
- Brygida Turowska – Muggles (odc. 24)
- Magdalena Wołłejko – Curly (odc. 24)
- Hanna Kinder-Kiss – Gummy (odc. 24)
- Włodzimierz Bednarski – 
  - burmistrz (odc. 24),
  - jeden z Muchomorów (odc. 24)
- Andrzej Gawroński –
  - Wim (odc. 24),
  - strażnik (odc. 24),
  - mieszkańcy Minnipins (odc. 24)
- Włodzimierz Nowakowski – mieszkańcy Minnipins (odc. 24)
- Włodzimierz Press – mieszkańcy Minnipins (odc. 24)
- Jacek Jarosz – mieszkańcy Minnipins (odc. 24)

Lektor: Maciej Gudowski

## Lista odcinków
| Nr  | Tytuł angielski                                    | Tytuł polski                       |
| --- | -------------------------------------------------- | ---------------------------------- |
| 01. | The Great Ringtail Garbage Caper                   | Wielka akcja śmieci dla szopów     |
| 02. | Yeh-Shen: A Cinderella Story from China            | Chińska baśń o Kopciuszku          |
| 03. | Robbut: A Tale of Tails                            |                                    |
| 04. | How to Eat Fried Worms                             |                                    |
| 05. | Zucchini                                           | Cukinia                            |
| 06. | Hank the Cowdog                                    | Hank - strażnik miasta             |
| 07. | The Double Disappearance of Walter Fozbek          | Podwójne zamknięcie Waltera Fozbek |
| 08. | Chocolate Fever                                    | Czekoladowa mania                  |
| 09. | Dragon’s Blood                                     | Nasi bracia smoki                  |
| 10. | Arnold of the Ducks                                |                                    |
| 11. | C.L.U.T.Z.                                         |                                    |
| 12. | Witch-Cat                                          |                                    |
| 13. | The Pig Plantagenet                                |                                    |
| 14. | Harry, the Fat Bear Spy                            | Tajny agent miś                    |
| 15. | Hugh Pine                                          |                                    |
| 16. | The Roquefort Gang                                 | Serowy gang                        |
| 17. | Jeffrey's Ghost and the leftover baseball team     | Duchy baseballa                    |
| 18. | Mama Don't Allow                                   | Mama nie pozwala                   |
| 19. | Max and Me and the Time Machine                    |                                    |
| 20. | The Monster's Ring                                 | Zaklęty pierścień                  |
| 21. | The Shy Stegosaurus of Cricket Creek               |                                    |
| 22. | Raggedy Andy and the Camel with the Wrinkled Knees |                                    |
| 23. | Ratha's Creature                                   | Groźna broń Raty                   |
| 24. | The Gammage Cup                                    | Królewski kielich                  |
| 25. | Grinny                                             |                                    |
| 26. | What Happened in Hamelin                           | Co wydarzyło się w Hamelin         |